# La Trinidad Chautenco
La Trinidad Chautenco är en ort i Mexiko.   Den ligger i kommunen Cuautlancingo och delstaten Puebla, i den sydöstra delen av landet, 100 km öster om huvudstaden Mexico City. La Trinidad Chautenco ligger 2 149 meter över havet och antalet invånare är 3 927.
Terrängen runt La Trinidad Chautenco är en högslätt. Runt La Trinidad Chautenco är det mycket tätbefolkat, med 1 573 invånare per kvadratkilometer. Närmaste större samhälle är Puebla de Zaragoza, 8,6 km sydost om La Trinidad Chautenco. Omgivningarna runt La Trinidad Chautenco är en mosaik av jordbruksmark och naturlig växtlighet.